# Levittown (Nova Iorque)
Levittown é um hamlet e uma região censo-designada da vila de Hempstead, localizada no estado americano de Nova Iorque, no Condado de Nassau. O nome é uma homenagem a seu fundador, Abraham Levitt. Possui mais de 51 mil habitantes, de acordo com o censo nacional de 2020.

## Geografia
De acordo com o Departamento do Censo dos Estados Unidos, a região tem uma área de 17,7 km², dos quais 17,6 km² estão cobertos por terra e 0,1 km² (0,4%) por água.

## Demografia

### Censo 2020
Segundo o censo nacional de 2020, a sua população é de 51 758 habitantes e sua densidade populacional de 2 933,5 hab/km². Houve um decréscimo populacional na última década de -0,2%.
Possui 17 123 residências que resulta em uma densidade de 970,5 residências/km² e uma redução de -0,9% em relação ao censo anterior. Deste total, 2,9% das unidades habitacionais estão desocupadas. A média de ocupação é de 3,1 pessoas por residência.
A renda familiar média é de 124 995 dólares e a taxa de emprego é de 66,0%.

### Censo 2010
Segundo a estimativa de 2009, a maioria étnica dos habitantes de Levittown é composta por brancos (94,15%). Os asiáticos representam 2,85%, os afro-americanos representam 0,5%,  0,07% eram descendentes de índios, 0,02% tem origem nas Ilhas do Pacífico, e 5,11% da população eram de origem hispânica ou de ascendência latina.
A idade média dos residentes da região é de 37 anos, maior a da média do estado de Nova Iorque (35,9 anos), enquanto que a renda média foi de 150 900 dólares.

## Personalidades ilustres

### Nascidos em Levittown
- Bobby Cassidy, pugilista
- Peter Hoare, escritor
- Tom Kapinos, roteirista da série Dawson's Creek
- Maureen Tucker, baterista da banda The Velvet Underground
- Kevin Covais, ator e cantor

### Moradores de Levittown
- Ellie Greenwich (1940-1999), cantora, compositora e produtora musical
- Bill Griffith, cartunista
- Donnie Klang, cantor de hip-hop
- Damian Maffei, ator
- Eddie Money, músico
- Sterling Morrison (1942-1995), guitarrista do The Velvet Underground